# Neoconservatism: Why We Need It
Neoconservatism: Why We Need It (en español: Neoconservadurismo: por qué lo necesitamos) es un libro de 2006 de Douglas Murray, en el que el autor sostiene que el neoconservadurismo ofrece una plataforma coherente desde la cual abordar el genocidio, las dictaduras y los abusos de los derechos humanos en el mundo moderno, sosteniendo que los términos «neoconservadurismo» y «neocon» son a menudo mal entendidos y tergiversados, y que el neoconservadurismo puede desempeñar un papel progresista, en el contexto de la política británica moderna.
La Social Affairs Unit describió el libro como «una vigorosa defensa de la filosofía política más controvertida de nuestra época».

## Antecedentes
En una entrevista de 2006, Murray explicó que había escrito el libro «porque estaba cada vez más frustrado de que el debate en Occidente realmente hubiera llegado a un punto tan bajo, que la mayoría de nuestros conceptos de definición, incluso, se han perdido; me refiero al hecho de que la palabra «neocon», que era y es un término bastante matizado, se ha convertido simplemente en un término para denotar a alguien como un belicista o una especie de ultra-halcón o la extrema derecha del partido republicano. En primer lugar, quiero explicar qué son y qué no son los neoconservadores (...) qué es y qué no es el neoconservadurismo (...) para mostrarle a la gente realmente que está lejos de ser una especie de culto o camarilla horrible (...) que los neoconservadores como yo, simplemente creen en ciertas cosas y ven el mundo de cierta forma. Creo que mucha, mucha gente comparte nuestra opinión: no es difícil para la gente ver que no es un prejuicio considerar que las democracias y las tiranías están en planos morales diferentes».

## Sinopsis
«El neoconservadurismo no es un partido político, ni un grupo social, sino una forma de ver el mundo. Es una filosofía profundamente arraigada y relevante, que solo parece estar fuera de lugar con el pensamiento moderno porque hay muy poco pensamiento moderno» de la introducción del libro.
El libro se divide en cuatro partes: neoconservadurismo en teoría, neoconservadurismo en la práctica, relativismo y la guerra de Irak y neoconservadurismo en EE. UU.
En 2006, Melanie Phillips resumió las principales afirmaciones del libro de la siguiente manera:
- El trabajo del filósofo político estadounidense Leo Strauss fue distorsionado por motivaciones políticas, y su supuesta influencia en la creación del neoconservadurismo exagerada.[4]
- La característica definitoria del neoconservadurismo es la claridad moral y «su reconocimiento de los males del colapso moral tanto en la agenda doméstica del relativismo moral como en el exterior».
- La política exterior estadounidense después del 11 de septiembre no fue dictada por el neoconservadurismo, sino que provocó una confluencia de pensamiento entre los neoconservadores y los conservadores a la vieja usanza.
- La difamación del neoconservadurismo por los llamados «liberales», en Europa y Estados Unidos se deriva de la desesperación de que solo los neoconservadores tienen políticas coherentes para abordar el genocidio, las dictaduras y las violaciones a los derechos humanos, pero los liberales no tenían ninguna.
- La oposición a la guerra de Irak fue alimentada por la equivalencia moral, el odio a Israel y una vendetta mediática sesgada contra Occidente.
- El neoconservadurismo debería ofrecer un camino a seguir para el Partido Conservador británico que, en su situación actual, es la antítesis del ideal neoconservador.

## Recepción
En el sitio web ConservativeHome, Jeremy Brier escribió que: «Su confiado y erudito homenaje al neoconservadurismo, es tanto una exhibición como un argumento, a favor de la claridad moral» y «Murray también reserva algunas palabras apropiadamente anotadas para la brigada pacifista: "Sus miembros inmorales abiertamente celebran los ataques violentos contra la sociedad occidental; sus miembros más morales son simplemente incapaces de encontrar ninguna razón que no sea la más hueca de por qué tales ataques están mal". La salida de este malestar y el desenlace de la tesis de Murray no es volver a un conservadurismo anticuado, que se deleita en el "arcaísmo, el anacronismo de camarilla y el esnobismo", sino que los conservadores adopten las ideas neoconservadoras y se conviertan en una voz poderosa en favor de la libertad y la justicia. En su último capítulo, Murray expone cómo sería un panorama neoconservador británico, incluidos impuestos reducidos, universidades de élite y el fin de los acuerdos con los tribunales europeos o las convenciones europeas de derechos humanos. Lo más convincente es que defiende nuestro entendimiento vital de que la ONU no debe ser el "parlamento del mundo", un tema que se encuentra presente en este libro», y Brier concluye: «Este libro breve y excepcional, siempre escrito con ingenio, elegancia y estilo, permite no sólo comprender mejor el mundo en el que vivimos, sino comprender con una claridad ardiente nuestros propios deberes y responsabilidades con él».
Tras la publicación del libro, el periodista Christopher Hitchens escribió en The Washington Examiner que Murray «escribe con energía e ingenio sobre la necesidad de un toryismo radical, que pueda trascender el partido osificado que ahora lleva su nombre. En su Inglaterra natal, el debate que los estadounidenses han estado teniendo sobre "la guerra contra el terrorismo", se lleva a cabo en muchos sentidos a la inversa. Una buena parte de la izquierda, ya sea a favor de Blair o no, está firmemente a favor de eliminar a los talibanes y Saddam Hussein, y confiar tanto en la fuerza militar como fuerza moral para hacerlo. Mientras que en la derecha, una parte significativa del antiguo establishment ha dado rienda suelta a instintos antiestadounidenses enterrados durante mucho tiempo, e incluso culpa a Blair de atraer o motivar a asesinos islamistas. Esta tensión ofrece una gran oportunidad para cualquiera que sea capaz de pensar por sí mismo. Por supuesto, los infractores más flagrantes contra la moral y el sentido común siguen siendo los pseudoizquierdistas nihilistas, que afirman no ver una diferencia real entre la democracia occidental y aquellos que desean asesinar a sus votantes al azar».
En un análisis más circunspecto en The Weekly Standard, Peter Berkowitz escribió que el «optimismo y la audacia de Murray, hay que decirlo, a veces lo llevan a exagerar su caso o pasar por alto las dificultades, sobre todo en su estimación del atractivo contemporáneo por el neoconservadurismo» y «en busca de aclarar la conexión entre el relativismo y el resentimiento, la envidia y la arrogancia que caracterizan a tanta crítica progresista de Estados Unidos y su lucha contra el extremismo musulmán, se deben abordar al menos otros dos temas críticos para completar la introducción de Murray al neoconservadurismo. Primero, ¿qué lecciones de la crítica neoconservadora a la ingeniería social doméstica se pueden aplicar a un programa para promover la libertad y la democracia en el extranjero? Y segundo, ¿qué medidas se pueden tomar, para minimizar las tensiones involucradas en la búsqueda de la conservación de la democracia liberal, una doctrina y una forma de vida cuyo principio rector, la libertad individual, lucha constantemente contra las restricciones de la tradición, la costumbre y la autoridad?».